# Stazione di Maniago
La stazione di Maniago è una stazione ferroviaria in provincia di Pordenoneche si trova sulla linea ferroviaria Sacile - Pinzano.
Grazie alla sua posizione e alla presenza del terminal delle autolinee, oltre a servire la cittadina in cui è inserita, svolge un importante ruolo di hub per le vallate circostanti.

## Storia
La stazione venne inaugurata il 28 ottobre 1930 quando venne aperto il tratto ferroviario che collegava la stazione di Sacile con la stazione di Pinzano.

## Strutture e impianti
La stazione si compone di due livelli. L'edificio è in muratura ed è tinteggiato di color rosso a differenza delle altre stazioni della tratta solitamente tinteggiate di giallo. La struttura è composta da quattro aperture monofore sia al piano terra sia al primo piano. All'interno è presente solo la sala d'aspetto. La biglietteria automatica è all’esterno della stazione.
La stazione è dotata di 4 binari, di cui tre adibiti al servizio viaggiatori:
- Binario 1: su tracciato deviato, è quello generalmente utilizzato per i treni per Sacile.
- Binario 2: è il binario di corsa.
- Binario 3: utilizzato per eventuali incroci.

Tutti e tre i binari sono dotati di banchine collegate fra loro da un attraversamento a raso.
Presso lo scalo merci erano presenti due binari tronchi, fino al 2012 regolarmente utilizzati per il ricovero dei treni; ad oggi l'intera area risulta asfaltata e adibita a parcheggio pubblico di interscambio e alla sosta di autocorriere.

## Movimento
Il servizio passeggeri regionale è svolto da Trenitalia lungo la relazione Sacile – Pinzano – Gemona.
Dal 6 luglio 2012 al 9 dicembre 2017, il servizio ferroviario è stato sostituito da autocorse a causa dello sviamento di un treno dovuto a una frana sulla sede ferroviaria in prossimità della stazione di Meduno.
Con la parziale riapertura della linea dal 10 dicembre 2017, la stazione è nuovamente servita dai treni Regionali in servizio tra Sacile e Maniago.

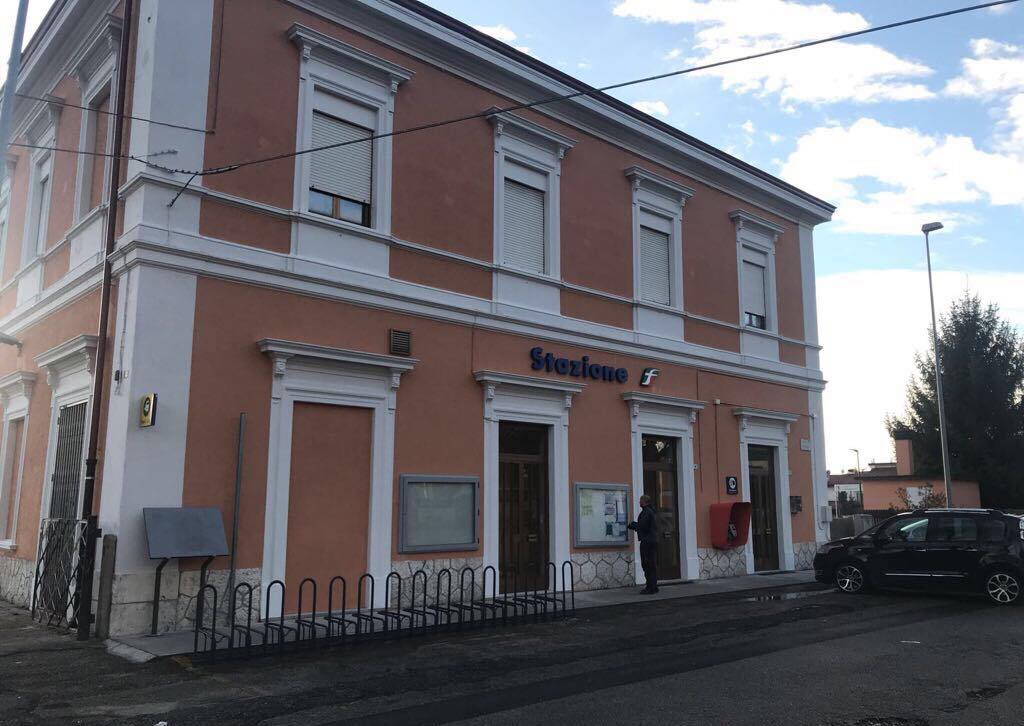
La stazione dall'esterno

## Servizi
La stazione dispone dei seguenti servizi:
- Biglietteria automatica
- Sala d'attesa
- Servizi igienici

## Interscambi
Nel piazzale esterno della stazione, c'è la stazione degli autobus che collegano la cittadina ad altre località, quali Spilimbergo, Pordenone e le circostanti vallate della Val Cellina e Val Colvera.
Sono inoltre presenti autocorse svolte da Trenitalia, in coincidenza con i treni in arrivo, per raggiungere gli istituti scolastici di Maniago e per le stazioni in direzione Gemona del Friuli non ancora servite dal treno.
- Fermata autobus